# Proslogion
El Proslogion (escrita entre els anys 1077 i 1078) és una de les obres cimeres d'Anselm de Canterbury, cèlebre per presentar per primer cop l'anomenat Argument ontològic en favor de l'existència de Déu.

## Propòsit
Al llarg del llibre examina els atributs divins i barreja les seves reflexions amb la pregària i referències a la tradició bíblica i eclesiàstica anterior. El subtítol inicial Fides quaerens intellectum (traduïble com "la fe que busca comprendre") ja demostra la intenció deliberada de combinar aquests diferents apropaments a la figura de Déu, coherent amb la màxima credo ut intelligam que travessa tota la seva filosofia.
Suposa una síntesi d'alguns dels arguments ja presentats a la seva obra Monologion d'una manera sistemàtica, on l'argument ontològic esdevé la prova definitiva que Déu existeix, evident per a qualsevol que usi correctament la raó i, per tant, base de qualsevol discussió posterior. Aquesta prova ha de resistir qualsevol refutació i ha de ser vàlida per a tothom, amb independència de la seva fe. Així es conclourà que qui no creu és neci perquè es contradiu i que per tant el cristià està en possessió de la veritat i pot animar-se amb la presència efectiva de la divinitat en la seva vida.
La filosofia que hi ha darrere el seu argument ontològic és la de Plató, d'on extreu les idees de perfecció mental, graus d'existència i part dels atributs divins. Coincideix amb el pensador grec que la veritat és una i que allò perfecte (Déu) és existent per a tothom, no depèn de la subjectivitat.

## Estructura
El llibre es divideix en 26 capítols. El primer capítol insta a l'home a aturar-se un moment i pensar que en ell mateix porta la imatge de Déu i que això és un consol enfront de les penalitats de la vida. Llavors és necessari provar que aquest Déu existeix realment, per la qual cosa als següents capítols analitza el concepte mateix de divinitat com quelcom que és el màxim de tot, del qual no es pot pensar res major. Si aquest concepte és el màxim, per força haurà d'existir, car si no es podria adduir que existís una altra entitat major (existent alhora a la ment i a la realitat), fet que porta a una contradicció lògica.
Al capítol 5 estudia el paper de Déu com a creador i ésser suprem, tan complex que reuneix en la seva naturalesa conceptes aparentment contradictoris, atributs que analitza en els següents apartats. Per contra l'ésser humà és limitat pel que fa al coneixement, en contraposició a l'intel·lecte diví, que és un com una llum permanent que vessa sobre la Terra (capítol 16). Aquest Déu correspon a la Santíssima Trinitat cristiana i és accessible al creient mitjançant la pregària sincera de l'ànima, que en retrobar-se amb el seu creador s'omple de joia. Amb aquest consol acaba el llibre, refutant l'estat d'angoixa de l'inici.